# 第三次哈爾科夫戰役
第三次哈爾科夫戰役是德國南方集團軍在1943年2月19日至3月15日间圍繞哈爾科夫對蘇聯的一系列攻勢行動。德軍的行動代號為頓涅茨克行動，而蘇軍則稱為頓涅茨克及哈爾科夫行動，德軍的反攻消滅了蘇軍的大約52個師及重新佔領哈爾科夫和別爾哥羅德。
當德國第6軍團在史達林格勒被包圍後，蘇軍發動了更大規模攻勢以打擊德國南方集團軍的其它單位。1943年1月2日蘇軍發動星球行動，在1月至2月初間攻破德軍防線和攻佔哈爾科夫、別爾哥羅德及庫爾斯克。雖然蘇軍行動成功，但參戰單位補給線過份延伸。第6軍團在2月2日投降後，蘇軍中央方面軍轉向西面及在2月25日向德國南方集團軍及中央集團軍發動進攻。然而連續數月之作戰令蘇軍損失慘重，有些單位只剩下1,000至1,500人，2月19日德國南方集團軍總司令埃里希·馮·曼施坦因陸軍元帥利用新到增援的武裝親衛隊及兩個裝甲軍發動反攻。
雖然德國人戰力下降，德意志國防軍仍然側擊、包圍及打敗蘇軍在哈爾科夫南面的裝甲部隊。这使曼施坦因能在3月7日開始發動對哈爾科夫的進攻；雖然德軍總部命令從北面包圍哈爾科夫，但武裝親衛隊裝甲軍在3月11日直接進攻該城，引致武裝親衛隊第1阿道夫·希特勒警衛旗隊裝甲師在3月15日攻佔該城前進行了4天激烈的逐屋爭奪戰。兩天後德軍又攻佔了別爾哥羅德，形成了一個導致1943年7月庫爾斯克戰役的突出部；雖然德軍的進攻令蘇軍付出了大約8萬人傷亡的代價，但由於在哈爾科夫的逐屋爭奪戰 ，德軍到3月底共損失參戰兵力的44%。

## 背景
1943年初德意志國防軍面臨一場很大的危機，因為蘇軍在史達林格勒包圍及削弱德國第6軍團和向頓河擴展其冬季攻勢。1943年2月2日第6軍團投降，估計大約90,000人被俘。德軍在史達林格勒戰役中的損失，扣除被俘人數外，大約為120,000人至150,000人。德軍在1942年整年中共損失大約190萬人，在1943年初德國國防軍在德蘇戰爭有大約470,000人缺乏戰鬥力，到1月23日在蘇德戰場上只有495輛德國坦克可以投入戰鬥，其中很多都是過時的，相對在巴巴羅薩行動開始時，德軍共有大約3,300輛坦克 。承接在史達林格勒取得的勝利，蘇軍向頓河以西的頓涅茨克河進攻，以圖徹底消滅在這地區的德軍。
2月2日蘇軍發動星球行動，收復別爾哥羅德、哈爾科夫及庫爾斯克。由馬基恩·波波夫指揮的一個蘇軍縱隊，在4個坦克軍領導下，突破德軍防線、渡過頓涅茨克河及插入德軍側翼。2月15日兩個新到的坦克軍團攻佔了在第聶伯河的扎波羅熱，這裡是控制通往羅斯托夫道路的要衝和是南方集團軍及德國空軍第4航空隊指揮部的所在地。雖然阿道夫·希特勒下令堅守，但德軍仍然在2月16日棄守哈爾科夫。希特勒立即飛往馮·曼斯坦因在扎波羅熱的指揮部。曼斯坦因告知希特勒立即收復哈爾科夫沒有利益，他將利用手上的5個裝甲軍攻擊蘇軍過份延伸的側翼，之後才收復哈爾科夫。

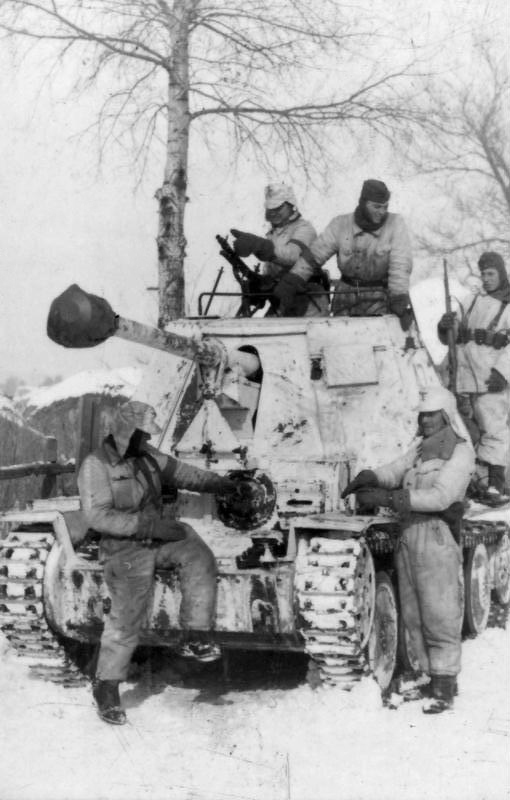
1943年2月在哈爾科夫附近的武裝親衛隊第1阿道夫·希特勒警衛旗隊裝甲師的士兵

德國第6軍團在史達林格勒向康斯坦丁·羅科索夫斯基的指揮下的蘇軍6個軍團投降，他們被整編並增援第2坦克軍團和第70軍團。這幾組勢力被部署在德國南方集團軍和中央集團軍的接合部。他們參與哈爾科夫及頓巴斯攻勢行動，這個攻勢是為了包圍消滅在奧廖爾突出部的德軍、渡過傑斯納河及包圍消滅德國中央集團軍。蘇軍原本計劃在2月12至15日展開，但因部署問題而使蘇軍最高統帥部將行動推遲至2月25日。同時蘇軍第60軍團將德國第2軍團的第4裝甲師逐出庫爾斯克。而蘇軍第13軍團則攻擊德國第2裝甲軍團的側翼，這裡是2個德國軍團的接合部，被羅科索夫斯基的攻勢撕破。而蘇軍第14及第48軍團就攻擊第2裝甲軍團的右翼，獲得少許進展。羅科索夫斯基在1月25日展開進攻，突破德軍防線及向南包圍和切斷德國第2軍團及第2裝甲軍團。但是德軍意想不到的抵抗使蘇軍攻勢進展遲緩，令羅科索夫斯基之攻勢在左翼及中路只有少許進展 ，只是蘇軍第2坦克軍團沿攻勢左翼突進160（99英里），攻入德軍側翼，但使自己的側翼過份延伸100（62英里）。
當蘇軍延續其攻勢時，陸軍元帥馮·曼斯坦因將武裝親衛隊裝甲軍：現在得到第3骷髏裝甲師的增援，置於德國第4裝甲軍團的指揮之下，同時希特勒同意將7個戰鬥力下降的裝甲師和摩托化師投入反攻，由空軍元帥沃爾弗拉姆·馮·里希特霍芬指揮的第4航空隊能夠重組及將每天平均飛行架次由1月時的250架次增至2月時的1,000架次，令德軍取得戰略性的空中優勢，2月20日當蘇軍迫近扎波羅熱時，德軍開始反攻，即是德軍的頓涅茨克行動。

## 兵力對比
從1943年1月13日至4月3日大約500,000名紅軍參與沃羅涅日—哈爾科夫攻勢行動。當時大約有610萬名蘇軍在德蘇戰場，另外有659,000名傷兵。相比以下德軍共有大約300萬人，另外有100,000人被部署在挪威，結果於2月初蘇軍在人數上對德軍形成了2:1的優勢。但由於補給線過長及在此攻勢中傷亡慘重，在曼斯坦因的反攻開始時，德軍在數量上佔有戰術優勢，包括在坦克數量上。如曼施坦因有350輛坦克，在個別地區對蘇軍裝甲部隊形成7:1的優勢。

### 德軍參戰兵力

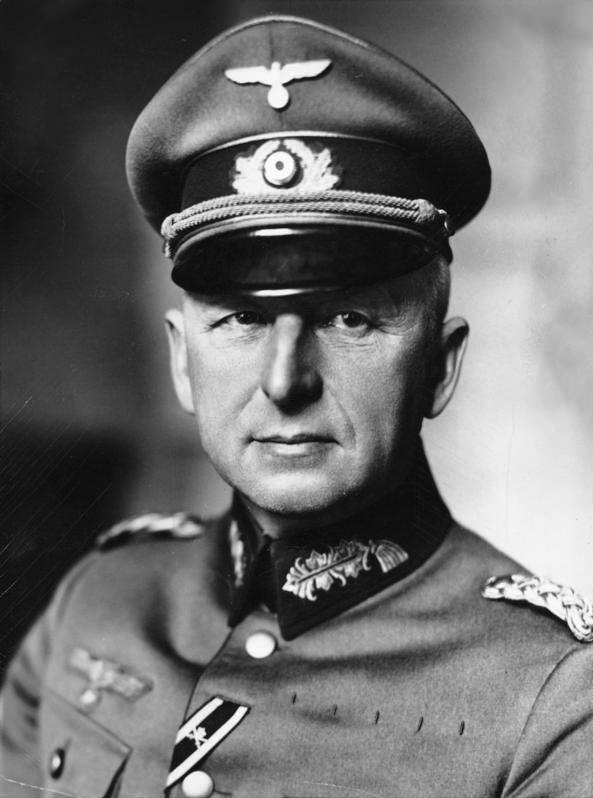
時任德國陸軍南方集團軍群總司令的埃里希·馮·曼施坦因照片

在反攻開始時，曼施坦因可動用第4裝甲軍團包括第48裝甲軍及武裝親衛隊裝甲軍，和第1裝甲軍團包括第40及第57裝甲軍，第48裝甲軍由第6、第11及第17裝甲師組成。而武裝親衛隊裝甲軍由武裝親衛隊第1阿道夫·希特勒警衛旗隊裝甲師和第2帝國裝甲師組成。2月初武裝親衛隊裝甲軍兵力共大約20,000人，在地理上第4及第1裝甲軍團在蘇軍突出部的南面；而第1裝甲軍團在第4裝甲軍團以東，武裝親衛隊裝甲軍在蘇軍突出部的北面，作為南方集團軍的北翼。
相對德軍共有70,000人面對攻向頓河的蘇軍共210,000人。德國防衛軍處於劣勢。尤其是德軍從1942年6月至1943年2月連續作戰數月。當時希特勒任命陸軍元帥威廉·凱特爾、馬丁·鲍曼及漢斯·霍夫曼組成一個委員會以從不必要的工業中招募800,000名新兵，但是這個招募的效用要到1943年5月後才能發揮出來。到時候德軍的兵力將是戰爭開始以來最強的，達到9,500,000人。
1943年開始時德軍裝甲部隊已遭受重大損失。很少裝甲師能有超過100輛坦克，平均只有70至80輛坦克可以作戰。大約在第3次哈爾科夫戰役開始時，海因茨·古德里安被任命負責增強德軍的裝甲兵力。雖然他付出了很大努力，1個德軍裝甲師只有大約10,000至11,000人，低於正常的13,000至17,000人。到了6月1個裝甲師只能有100至130輛坦克。武裝親衛隊裝甲師情況較佳，可擁有大約150輛坦克、1營自走炮及一半可機動化的步兵和裝甲擲彈兵，人數大約19,000人。當時雖然武裝親衛隊第2帝國裝甲師已配備了一定數量的虎式坦克，大部份德軍坦克仍以3號坦克和4號坦克居多。
第4裝甲軍團由赫爾曼·霍特上將指揮，第1裝甲軍團則由埃貝哈德·馮·馬肯森上將率領。第6、第11及第17裝甲師分別由瓦爾特·馮·霍納多爾夫少將、赫爾曼·巴爾克少將 及弗里多林·馮·森格爾·翁德·埃特林少將 指揮。武裝親衛隊裝甲軍由保羅·豪塞爾中將指揮，他亦同時指揮武裝親衛隊第3骷髏裝甲師。

### 蘇軍參戰兵力
當蘇軍在1月底至2月初開始對南方集團軍的攻勢時，參戰的部隊包括布良斯克、沃羅涅日及西南方面軍。它們分別由列伊捷尔、菲利普·戈利科夫 及尼古拉·費多羅維奇·瓦圖京 指揮。到1月25日，由康斯坦丁·羅科索夫斯基指揮的中央方面軍亦加入進攻。他們的位置如下：戈利科夫的布良斯克方面軍在南方集團軍的北面，沃羅涅日方面軍面對庫爾斯克，而西南方面軍則面對敵軍。中央方面軍在布良斯克方面軍沃羅涅日方面軍之間，用以擴大戰果。這2個地方軍要擊破德國第2裝甲軍團。兩個地方軍的兵力共有大約500,000人，其中大約346,000人在德軍反攻開始後參與防守哈爾科夫。
與德軍差不多，蘇軍很多師損耗嚴重。例如第40軍團的師平均只有3,500至4,000人，第69軍團的一些師只有1,000至1,500人。有些師只有20門至50門的迫擊砲作為火力支援，這種人力和裝備的短缺令瓦圖京的西南方面軍要求增援超過19,000名士兵及300輛坦克。但在1943年戰役開始時只有16,000人補充。當曼施坦因開始反攻時，沃羅涅日方面軍損失了大量兵力，及前進過多但沒有南面的西南方面軍掩護其側翼。

## 曼施坦因的反攻
整個行動由1943年2月19日 開始至3月15日。原本曼施坦因的計劃分成3部份，第1部份是發動進攻以擊潰過份延伸的進攻矛頭，第2部是收復哈爾科夫，而最後是聯同中央集團軍在庫爾斯克擊潰蘇軍：這最後階段因蘇聯春季溶雪及中央集團軍不願意參與而取消。

### 第1階段（2月19日—3月6日）
2月19日豪塞爾指揮的武裝親衛隊裝甲軍被命令向南前進，作為第4裝甲軍團進攻的屏障，同時霍利特戰役集群則繼續牽制突破德軍戰線的蘇軍。第1裝甲軍團被命令向北切斷及消滅波波夫的機動部隊。德軍根據準確情報而掌握蘇軍的弱點，因而選擇他們的進攻路線及在戰略上獲得人數上的優勢。第1及第4裝甲軍團亦被命令攻擊孤軍深入的蘇軍第6軍團及第1親衛軍團。從2月20日至23日武裝親衛隊第1阿道夫·希特勒警衛旗隊裝甲師切斷蘇軍第6軍團的側翼，封鎖通向第聶伯河的道路及成功在薩馬拉河包圍和消滅一部份蘇軍，武裝親衛隊第2帝國裝甲師向東北前進，而武裝親衛隊第3骷髏裝甲師在2月22日向同一方向推進，這2個師成功的切斷了蘇軍進攻部隊的補給線。在2月24日雖然有少部份的蘇軍士兵突破包圍圈向北逃走，第1裝甲軍團包圍了波波夫的機動部隊。2月22日由於德軍反攻的成功，蘇軍最高統帥部命令沃羅涅日方面軍將在南面的第3坦克軍團及第69軍團轉往受壓的西南方面軍，以阻止德軍攻佔克拉斯諾格勒地區。

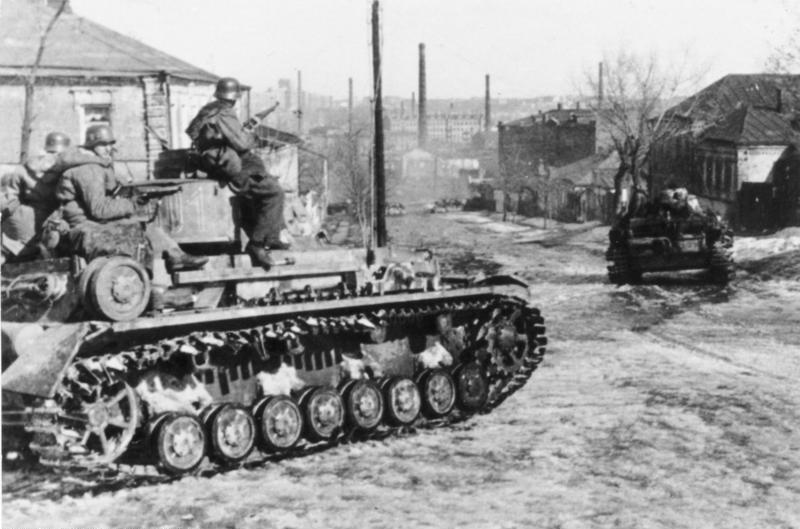
1943年在哈爾科夫的德軍4號坦克

蘇軍第3坦克軍團從哈爾科夫南方攻擊德軍，以阻止曼施坦因的攻勢持續。2月24日德軍將大德意志裝甲擲彈兵師撤下來，聯同第167及360步兵師、武裝親衛隊第3骷髏裝甲師的1個營及武裝親衛隊第2帝國裝甲師之一部防衛蘇軍突出部的向西正面。從2月24日至27日蘇聯第3坦克軍團及第69軍團繼續攻擊這部份的德軍戰線，但沒有多大進展，由於補給不繼，攻勢變得疲弱。2月25日羅科索夫斯基的中央方面軍攻擊德國第2軍團及第2裝甲軍團的接合部，在兩翼獲得進展，但在中路沒有獲得成功，在攻勢開始後，對德軍右翼的進攻因德軍的頑強抵抗而受阻，同時在左翼過份延伸。
面對德軍對西南方面軍攻勢的成功，包括包圍了蘇軍第6軍團，蘇聯最高統帥部命令沃羅涅日方面軍將第3坦克軍團轉交西南方面軍指揮。為了縮短交接時間，第3坦克軍團將2個步兵師交給蘇軍第69軍團，及從南面攻擊武裝親衛隊裝甲軍。但是由於缺乏燃料及彈藥，故第3坦克軍團被迫將攻擊行動推遲至3月3日。加上因為遭到德國空軍的Ju 87俯衝轟炸機的猛烈攻擊而面臨困難及傷亡慘重。當攻勢在3月3日發起後，第3坦克軍團轄下的第15坦克軍即遇上武裝親衛隊第3骷髏裝甲師及陷入被動防禦，最終第3骷髏裝甲師突入第15坦克軍戰線與其它向北進攻的單位會合，將第15坦克軍包圍。第3坦克軍團轄下的另一支部隊第12坦克軍也因第3骷髏裝甲師與第2帝國裝甲師共同切斷第3坦克軍團的補給線而陷入被動防守。3月5日進攻的第3坦克軍團遭到重大打擊，只有少數人向北逃出包圍圈及重新組成防線。
波波夫的機動部隊的蘇軍第6軍團在德軍攻勢初期被擊潰，在蘇軍防線上造成很大空隙。鑒於蘇軍間缺乏合作及各自為戰，曼施坦因命令德軍攻向哈爾科夫。3月1日至5日德國第4裝甲軍團包括武裝親衛隊裝甲軍前進了80（50英里）及距離哈爾科夫以南大約16（9.9英里）。3月6日武裝親衛隊第1阿道夫·希特勒警衛旗隊裝甲師在莫什河建立橋頭堡，開闢了通往哈爾科夫的道路。曼施坦因的反攻成功迫使蘇聯最高統帥部命令羅科索夫斯基停止進攻。德國第1裝甲軍團收復了頓內茨河的防線，曼施坦因開始計劃消滅在頓內茨河以西的蘇軍部隊。根據德國人的資料，德軍的反攻令蘇軍估計陣亡23,000人，損失了615輛坦克及352門火炮。

### 向哈爾科夫前進（3月7日—3月10日）
當羅科索夫斯基的中央方面軍繼續德國第2軍團的攻勢時，第2軍團已因得到數個新師團的增援而大為增強，而德軍對哈爾科夫的進攻令他大為震驚。雖然面臨春季溶雪，曼施坦因仍然在3月7日命令德軍向哈爾科夫進攻，但他卻各攻向哈爾科夫西面而不是東面及由北面包圍該城。當時大德意志裝甲擲彈兵師己重回戰線及擔任主攻，分割蘇軍第69軍團及第3坦克軍團的殘部。3月8日至9日武裝親衛隊裝甲軍轉向北面，分割蘇聯第69軍團及第40軍團，再在9日轉向東面而完成包圍，雖然蘇聯最高統帥部命令第19步枪師及第186坦克旅前往阻擊，德軍的攻勢仍然持續。
3月9日蘇聯第40軍團向大德意志裝甲擲哈爾科夫彈兵師發動反攻，以恢復與第3坦克軍團的通訊，但反攻在3月10日因德軍的攻勢而失敗。同一天第4裝甲軍團命令武裝親衛隊裝甲軍盡快收復哈爾科夫。司令保羅·豪塞爾命令3個武裝親衛隊裝甲師立即進攻該城，武裝親衛隊第2帝國裝甲師由西面、武裝親衛隊第1阿道夫·希特勒警隊旗隊裝甲師及武裝親衛隊第3骷髏裝甲師從北和西北面實施掩護。雖然霍特命令豪塞爾走回原來計劃及因守軍頑抗而推遲一天，豪塞爾仍然照其計劃進攻。而曼施坦因發出命令包圍該城，但豪塞爾不遵照命令及繼續以自己計劃發起攻擊。根據曼施坦因的資料集團軍總部曾經數次干預以使武裝親衛隊裝甲軍由東方包圍哈爾科夫，而不是正面攻進該城。

### 市內戰鬥（3月11日—3月15日）
3月11日早上武裝親衛隊第1阿道夫·希特勒警衛旗隊裝甲師向哈爾科夫北部發動兩翼攻擊。第2裝甲擲彈兵團從西北面進攻，分2縱隊沿別爾哥羅德-哈爾科夫鐵路向哈爾科夫北部推進。其中第2營在鐵路右側，進攻市內北站區。由於遭遇頑強抵抗，故日落時只推進到北站月台。在鐵路的另一邊，第1營攻至亞歷山大區，遇到一輛T-34型坦克領導的蘇軍反攻，因而被擊退出城外。只在JU-87俯衝轟炸機和突擊炮強大的空中及炮火支援下，德軍步兵才能再度攻入市內。從城後的一次側擊令德軍能在市內建立一個據點。同時武裝親衛隊第1裝甲擲彈兵團聯同一個獨立裝甲單位實施進攻，攻下通往別爾哥羅德的公路，及擊退了由哈爾科夫機場向其左翼發動之反攻。在擊毀一些通過的T-34型坦克後，德軍在北部近郊住宅區建立據點；在東北，另一些德軍步兵、裝甲車及突擊炮嘗試控制通往丘古耶夫的道路，這進攻深入哈爾科夫市內。但德軍因缺乏燃料而要掘壕轉取守勢。

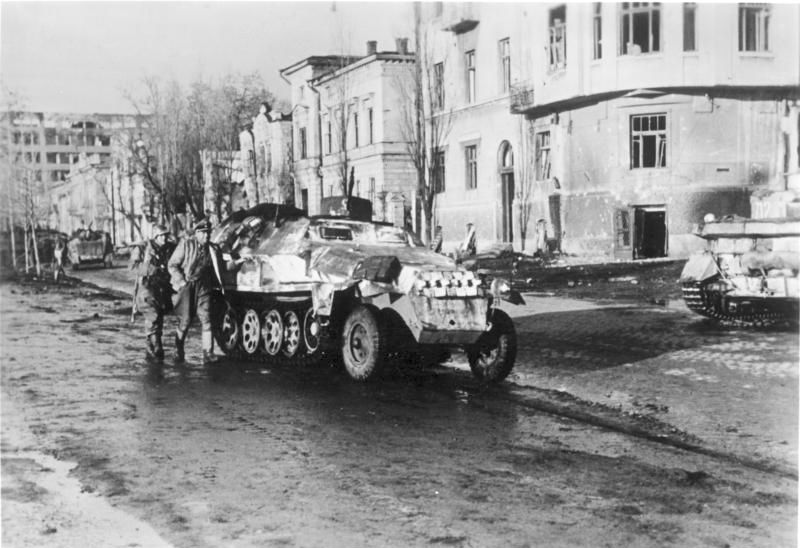
1943年3月德國裝甲運兵車在哈爾科夫街道上推進

同一天武裝親衛隊第2帝國裝甲師向哈爾科夫西部發動攻擊，當推進至市內扎廖京区時，進攻為反坦克壕溝內配備反坦克炮的守軍所阻止。經過一場血戰後，蘇軍的反攻歸於失敗。該師的一支分遣隊向南攻擊及切斷了通往梅列法的公路。大約下午3時第4裝甲軍團指揮官霍特命令豪賽爾立即率領武裝親衛隊第2帝國裝甲師與敵脫離接觸，代之以部署切斷守軍撤退的退路；但是豪賽爾卻從武裝親衛隊第3骷髏裝甲師派出一支分遣隊以完成該任務，並通知霍特由武裝親衛隊第2帝國裝甲師進行該任務風險很大。3月11日晚上至12日凌晨一支德軍突然駛過反坦克壕溝為進攻的裝甲部隊打開缺口，令該處守軍大為震驚，這讓武裝親衛隊第2帝國裝甲師進至哈爾科夫主要火車站。至此是該師在市內推進之最遠距離，霍特在3月12日凌晨1時15分重覆他的命令，而豪賽爾卻回覆他在3月11日曾經回覆過的答覆。然而豪賽爾卻尊重霍特第3次的嘗試，率領武裝親衛隊第2帝國裝甲師與敵脫離接觸，利用武裝親衛隊第1阿道夫·希特勒警衛旗隊裝甲師打開的通道向哈爾科夫北部推進及部署在該市東部。
3月12日武裝親衛隊第1阿道夫·希特勒警衛旗隊裝甲師突破蘇聯守軍在北部住宅區堅固的防線及展開逐屋爭奪戰，向市中心推進。日落時該師到達捷爾任斯基廣場北面的兩座大樓中間的位置。第2裝甲擲彈兵團第2營在當天晚上與蘇聯狙擊手及守軍爆發激烈戰鬥後在付出巨大傷亡下，奪取廣場。攻佔後該處被重新命名為"警衛旗隊廣場"。當晚第2裝甲擲彈兵團第1營在約亨·派佩爾上校指揮下與第2營在捷爾任斯基廣場會合及向南推進，渡過哈爾科夫河及建立橋頭堡，打開通向莫斯科公路的道路。興此同時，該師左翼到達通往沃爾昌斯克的公路和另一條前往丘古耶夫公路的交匯處，在此防守以阻止蘇軍的反攻。
翌日武裝親衛隊第1阿道夫·希特勒警衛旗隊裝甲師向南前往哈爾科夫河及派佩爾的橋頭堡，以清除蘇軍在兩座大樓裡的防守。為隃清除在市中心的守軍，第1裝甲擲彈兵旅利用通往沃爾昌斯克的公路再次進入市內，同時派佩爾的部隊向南突破，與守軍殘餘進行零星戰鬥及與師團左翼在通往沃爾昌斯克及丘古耶夫的公路交匯處會師。雖然大部份武裝親衛隊第2帝國裝甲師已離開該城，一個獨立的裝甲擲彈兵旅仍留在該市西南消滅守軍。該旅在日落時清除抵抗，該市的67%已落入德軍手中。
市內的戰鬥於3月14日轉為沉寂，武裝親衛隊第1阿道夫·希特勒警衛旗隊裝甲師在當天清除蘇軍殘餘部隊之抵抗，向市東部邊緣前進。當天日落時該市完全落入德軍手中。雖然該市已被宣佈完全陷落，但戰鬥在3月15日至3月16日仍然持續，德軍在南部工廠區清除最後的殘餘守軍。

## 總結
德軍的頓涅茨克行動令蘇軍損失了52個師，總計80,000人至90,000人，其中大約45,200陣亡或失蹤，另有41,200人受傷。1943年4月至7月蘇軍需要在這地區重建其部隊及準備迎接德軍重新發動之攻勢，即庫爾斯克戰役。另外德軍的傷亡數字更難統計，但可參考武裝親衛隊裝甲軍的傷亡數字。至3月27日估計武裝親衛隊裝甲軍損失了44%的兵力，包括大約160名軍官及4,300名在役人員。
當武裝親衛隊裝甲軍開攻入市內時，他們攻擊市西南面的蘇軍，包括第17輕騎兵旅、第19步枪師及第25親衛步枪師。雖然沒甚麼用，不過蘇軍仍曾不斷嘗試與第3坦克軍團的殘餘重新建立連繫。3月14日至15日他們被准許撤退到北頓涅茨克河。而蘇軍第40及第69軍團在13日已經與大德意志裝甲擲彈兵師發生戰鬥且被分割。哈爾科夫陷落後，蘇軍在頓涅茨克河的防線已經崩潰。這使得曼施坦因的部隊在3月17日可以進攻別爾哥羅德，及在翌日攻佔該城。但是惡劣的天氣及疲勞令曼施坦因的反攻被迫停止，雖然這位陸軍元帥希望攻擊在攻佔哈爾科夫及別爾哥羅德時形成的庫爾斯克突出部。
隨同德軍在哈爾科夫的勝利，希特勒面臨兩個選擇：
1. 「反擊方法」：是蘇軍必然重新發動的攻勢及實行與在哈爾科夫相類似的行動：容許蘇軍攻入來、自己後撤、再反攻及包圍敵人；
2. 「先發制人的方式」：由南方集團軍及中央集團軍聯合對庫爾斯克突出部實施大規模進攻；

最終，希特勒選擇了先發制人的方式，導致庫爾斯克戰役爆發。

## 來源
- Clark, Alan. . New York City, New York: William Morrow. 1965. ISBN 0-688-04268-6.
- Cooper, Matthew. . Lanham, Maryland: Scarborough House. 1978. ISBN 0-8128-8519-8.
- Glantz, David M. . Routledge. 1991. ISBN 0714640646.
- Glantz, David M. . The Journal of Military History (Society for Military History). January 1996, 60 (1): 35.
- Glantz, David M.; Jonathan House. . Lawrence, Kansas: Kansas University Press. 1999. ISBN 0-7006-0978-4.
- Glantz, David M.; Jonathan House. . Lawrence, Kansas: Kansas University Press. 1995. ISBN 0-7006-0717-X.
- Heiber, Helmut; David M. Glantz. . New York City, New York: Enigma Books. 2003. ISBN 1-929631-09-X.
- Margry, Karel. . London, United Kingdom: Battle of Britain International Ltd. 2001.
- McCarthy, Peter; Mike Syryon. . New York City, New York: Carroll & Graf. 2002. ISBN 0-7867-1009-8.
- Megargee, Geoffrey P. . Lawrence, Kansas: Kansas University Press. 2000. ISBN 0-7006-1015-4.
- Reynolds, Michael. . New York City, New York: Sarpedon. 1997. ISBN 1-885119-44-5.
- Sikes, James E. . School of Advanced Military Studies, US Command & General Staff College: 86. 29 April 1988.
- . The Military Book Club. 2002. ISBN 0-7394-3128-5.
- Thompson (Lt. Col.), Thomas A. . U.S. Army War College: 15. 2000.
- von Manstein, Erich. . St. Paul, MN: Zenith Press. 1982. ISBN 0-7603-2054-3.
- von Mellenthin, F. W. . New York City, New York: Ballantine Books. 1956. ISBN 0-345-32158-8.

## 延伸阅读
- Restayn, Jean. . Canada: Fedorowicz. 15 January 2000: 450. ISBN 978-0921991489.
- Nipe, George. . Canada: RZM Publishing. March 2002: 250. ISBN 978-0965758420.
- Nipe, George. . Schiffer Publishing. 1 January 2000: 300. ISBN 978-0764311864.